# 毛罗·努马
毛罗·努马（義大利語：Mauro Numa，1961年11月8日—），出生于梅斯特雷，意大利男子击剑运动员。他参加了1984年、1988年和1992年夏季奥运会击剑比赛，共获得2枚金牌。